# Związek przeszczepionych serc
Związek przeszczepionych serc – amerykańska komedia kryminalna z 1990 roku.

## Główne role
- Bob Hoskins - Jack Moony
- Denzel Washington - Napoleon Stone
- Chloe Webb - Crystal Gerrity
- Roger E. Mosley - kapitan Wendt
- Ja'net DuBois - pani Stone
- Alan Rachins - dr Posner
- Ray Baker - Harry Zara
- Jeffrey Meek - Graham
- Eva La Rue - Peisha
- Frank R. Roach - senator Marquand
- Robert Apisa - Teller
- Kieran Mulroney - Dillnick
- Lisa Stahl - Annie

## Fabuła
Jack Moony jest twardym, białym policjantem o rasistowskich przekonaniach. Uwziął się na czarnoskórego prawnika Napoleona Stone’a. Stone umawia się z jego byłą dziewczyną, co tylko zaognia sytuację. Złe nawyki gliniarza takie jak palenie, picie i nadwaga w końcu dopadają go. Mężczyzna dostaje zawału serca. W tym samym czasie Stone zostaje zastrzelony. Po zawale Moony budzi się z nowym sercem. Okazuje się, że to serce Stone’a, który mu towarzyszy jako duch. Od tej pory panowie muszą się dogadać i porzucić dawne animozje. Stone prosi Moony'ego o pomoc w ustaleniu kto go zabił i dlaczego.